# Bubba Wallace
Darrell „Bubba“ Wallace Jr. (* 8. Oktober 1993 in Mobile, Alabama) ist ein amerikanischer NASCAR-Rennfahrer. Er fährt den Toyota mit der Nummer 23 für 23XI Racing in der NASCAR Cup Series.

## Karriere

### Anfänge
Mit neun Jahren startete er in Rennen der Klasse Bandolero car racing und Legends car racing sowie in Late Models. 2005 gewann er 35 der 48 in der Bandolero Serie abgehaltenen Rennen.

### K&N Pro Series
2010 begann Wallace, an Rennen in der NASCAR K&N Pro Series East teilzunehmen. Im Rahmen des NASCAR "Drive for Diversity"-Programms erhielt er einen Vertrag bei Rev Racing, unterschrieb aber auch einen Vertrag als Nachwuchsfahrer für Joe Gibbs Racing.
Er gewann direkt sein erstes Rennen auf dem Greenville-Pickens Speedway am 27. März 2010 als jüngster Sieger sowie als erster Afroamerikaner auf dieser Strecke. Im selben Jahr gewann er zudem noch auf dem Lee USA Speedway. Insgesamt beendete Wallace sein erstes Jahr in der K&N Pro Series als dritter in der Gesamtwertung und wurde als Rookie of the Year ausgezeichnet.
Ab 2012 fuhr er direkt für Joe Gibbs Racing. Sein erster Sieg für JGR erreichte er am 31. März 2012 auf dem Greenville-Pickens Speedway. Außerdem nahm er 2012 an insgesamt 4 Rennen der Nationwide Series teil, ebenfalls für JGR.

### Truck Series
Im Februar 2013 wurde bekannt gegeben, dass Wallace die komplette 2013er Saison der NASCAR Camping World Truck Series fahren wird. Er ging mit der Nummer 54 an den Start, einem Toyota von Kyle Busch Motorsports. Seinen ersten Sieg in der Serie konnte er am 26. Oktober 2013 auf dem Martinsville Speedway verzeichnen. Damit war Wallace der erste Afroamerikaner, der seit 1963 wieder ein Rennen in den nationalen Serien der NASCAR gewinnen konnte. Insgesamt konnte er die Saison 2013 in der Gesamtwertung als 8. abschließen.
Auch 2014 fuhr er Vollzeit die Nummer 54 für Kyle Busch Motorsports. Insgesamt konnte er während der Saison 4 Siege verbuchen, unter anderem beim "Kroger 200" auf dem Martinsville Speedway. Bei diesem Rennen wurde sein Truck allerdings in die Nummer 34 umgezeichnet als Tribut an Wendell Scott, einem der ersten afroamerikanischen NASCAR-Rennfahrer. Außerdem gewann er den Saisonabschluss auf dem Homestead-Miami Speedway als sein letztes Rennen für JGR. Insgesamt führten seine 4 Siege sowie 14 Top-Ten-Platzierungen zu einem dritten Platz in der Gesamtwertung. Am Ende der 2014er Saison verließ Wallace auf eigenen Wunsch Joe Gibbs Racing.
In den Jahren 2017 bis 2019 sowie 2021 fuhr Wallace vereinzelte Rennen in der NASCAR Camping World Truck Series.

### Xfinity Series
In den Jahren 2012 und 2014 fuhr Wallace insgesamt 4 bzw. 2 Rennen in der Xfinity Series.
Am 18. Dezember 2014 wurde offiziell verkündet, dass Wallace in der Saison 2015 in Vollzeit für Roush Fenway Racing fahren wird zusammen mit Chad Norris als sein Crew Chief. Außerdem wurde zu diesem Datum bekannt gegeben, dass er den Ford Mustang mit der Startnummer 6 fahren wird. In seiner ersten Saison bei RFR erzielte er 14 Top-Ten-Platzierungen, wodurch er die Saison als siebter der Gesamtwertung abschloss. Dabei verfehlte er knapp die Auszeichnung zum Rookie of the Year, da Daniel Suárez eine Top-Ten-Platzierung mehr erreichen konnte als Wallace.

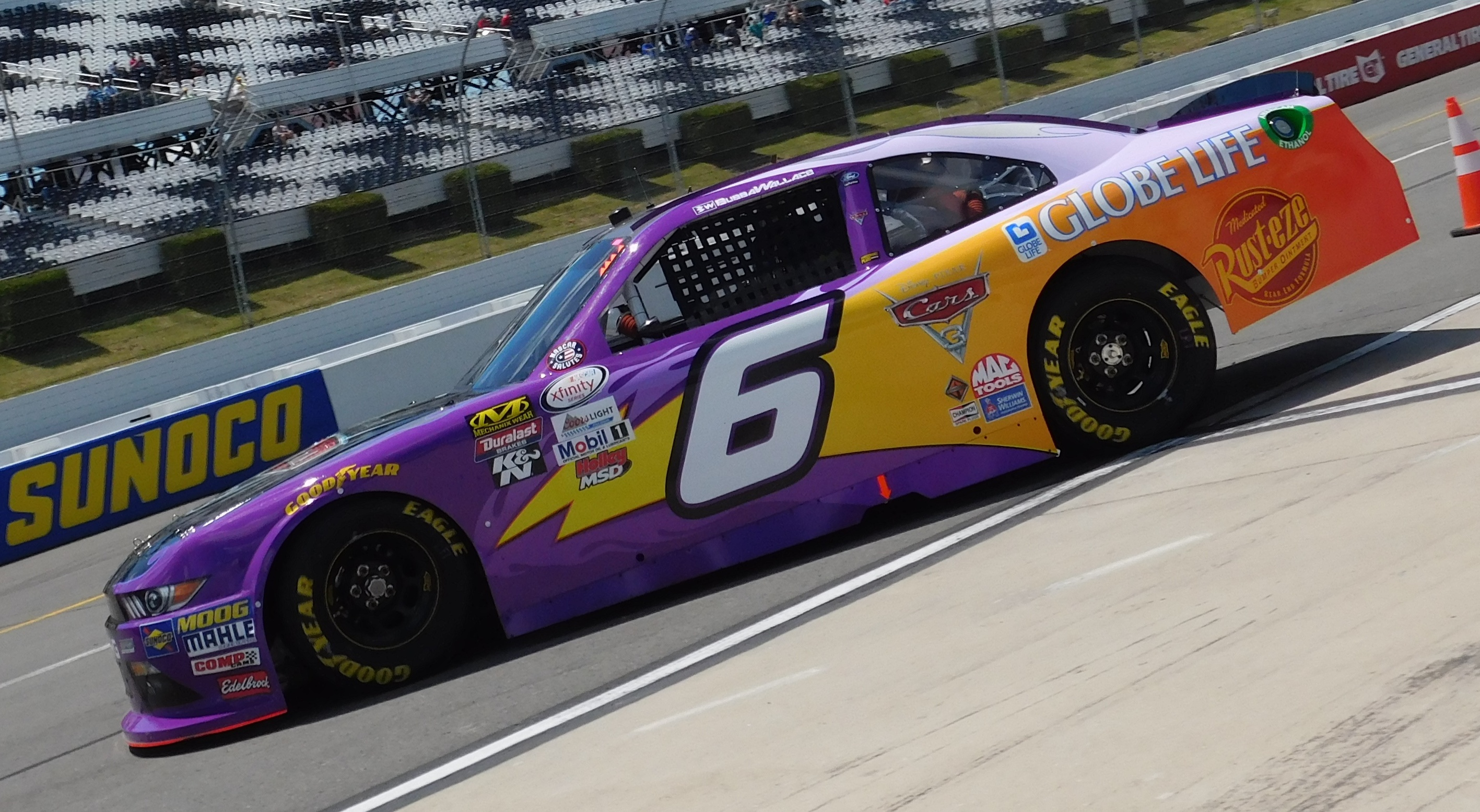
Wallace in der Nr. 6 im letzten Rennen in Pocono

2016 wurde auch in der Xfinity Series der Chase eingeführt. Wallace schaffte zwar den Einzug in die Play-offs, kam aber nicht über die Runde der besten 8 hinaus. Sein bestes Saison-Resultat war ein zweiter Platz auf dem Dover International Speedway am 14. Mai 2016.
2017 konnte er nur an 13 Saisonrennen teilnehmen. Grund hierfür waren Probleme mit Sponsoren. Das letzte Rennen, das Wallace für RFR bestritt, war das "Pocono Green 250" am 10. Juni 2017 auf dem Pocono Raceway. Danach wurde das Auto Nr. 6 zurückgezogen. Es folgte noch ein Rennen für Biagi-DenBeste Racing mit der Nummer 98 auf dem Chicagoland Speedway am 16. September 2017. Dies war bisher Wallaces letztes Rennen in der Xfinity Series.

### Cup Series

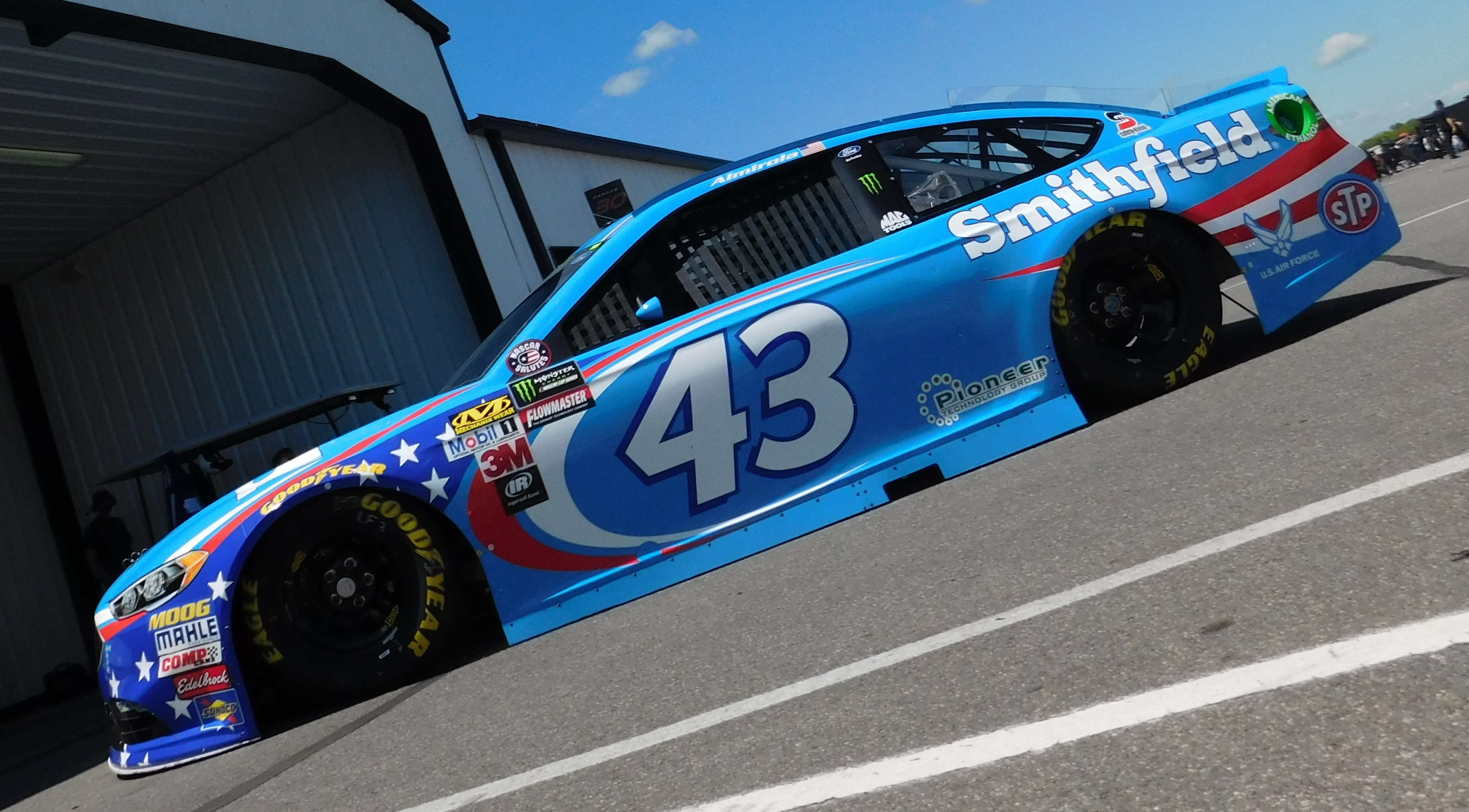
Wallace während seines ersten Cup-Rennens in Pocono

Am 5. Juni 2017 wurde bekannt gegeben, dass Wallace den verletzten Aric Almirola in der Nummer 43 von Richard Petty Motorsports vertreten wird. Damit war Wallace der erste Afro-Amerikaner nach Bill Lester in 2006, der in der NASCAR Cup Series an den Start geht. Sein Debüt war am 11. Juni 2017 beim "Pocono 400" auf dem Pocono Raceway. Am Ende kam er auf Position 26 ins Ziel, unter anderem wegen zwei Strafen aufgrund Überschreitens der Höchstgeschwindigkeit in der Boxengasse. Außerdem wurde er kurzzeitig ohnmächtig, nachdem er Ryan Blaney zum Sieg gratulierte. Er nahm danach noch an den drei folgenden Rennen teil, wobei sein bestes Resultat ein 11. Platz war.
Am 25. Oktober 2017 wurde bekannt gegeben, dass Wallace in 2018 Vollzeit für RPM fahren wird, nachdem Almirola angekündigt hatte, Richard Petty Motorsports zu verlassen. Damit war Wallace der erste Afro-Amerikaner, der seit Wendell Scott im Jahr 1971 wieder Vollzeit in der höchsten Serie der NASCAR fährt. Außerdem wechselte RPM für die Saison 2018 von Ford zu Chevrolet.
Zum Saisonauftakt erreichte er einen 2. Platz im Daytona 500. Am Ende seiner Rookie-Saison belegte er Platz 28 in der Gesamtwertung.
2019 beendete er die Saison ebenfalls auf Platz 28 der Gesamtwertung. Herauszuheben ist dabei sein dritter Platz beim Brickyard 400 auf dem Indianapolis Motor Speedway. Darüber hinaus gelang ihm keine Top-Ten-Platzierung. Allerdings gewann er das zweite Segment des Monster Energy Open, wodurch er sich für das 2019 Monster Energy NASCAR All-Star Race qualifizierte. Dieses konnte er auf Platz 5 beenden.
Außerdem zu erwähnen ist das Rennen auf dem Charlotte Roval. Dieses beendete Wallace auf Platz 24, nachdem er von Alex Bowman absichtlich gedreht wurde, nachdem Wallace Bowman aufgehalten hatte und mehrfach den Mittelfinger zeigte. Als Reaktion darauf schüttete Wallace nach dem Rennen eine Flasche Wasser ins Gesicht von Bowman, der zu diesem Zeitpunkt erschöpft neben seinem Rennwagen auf dem Boden saß und medizinisch versorgt wurde.

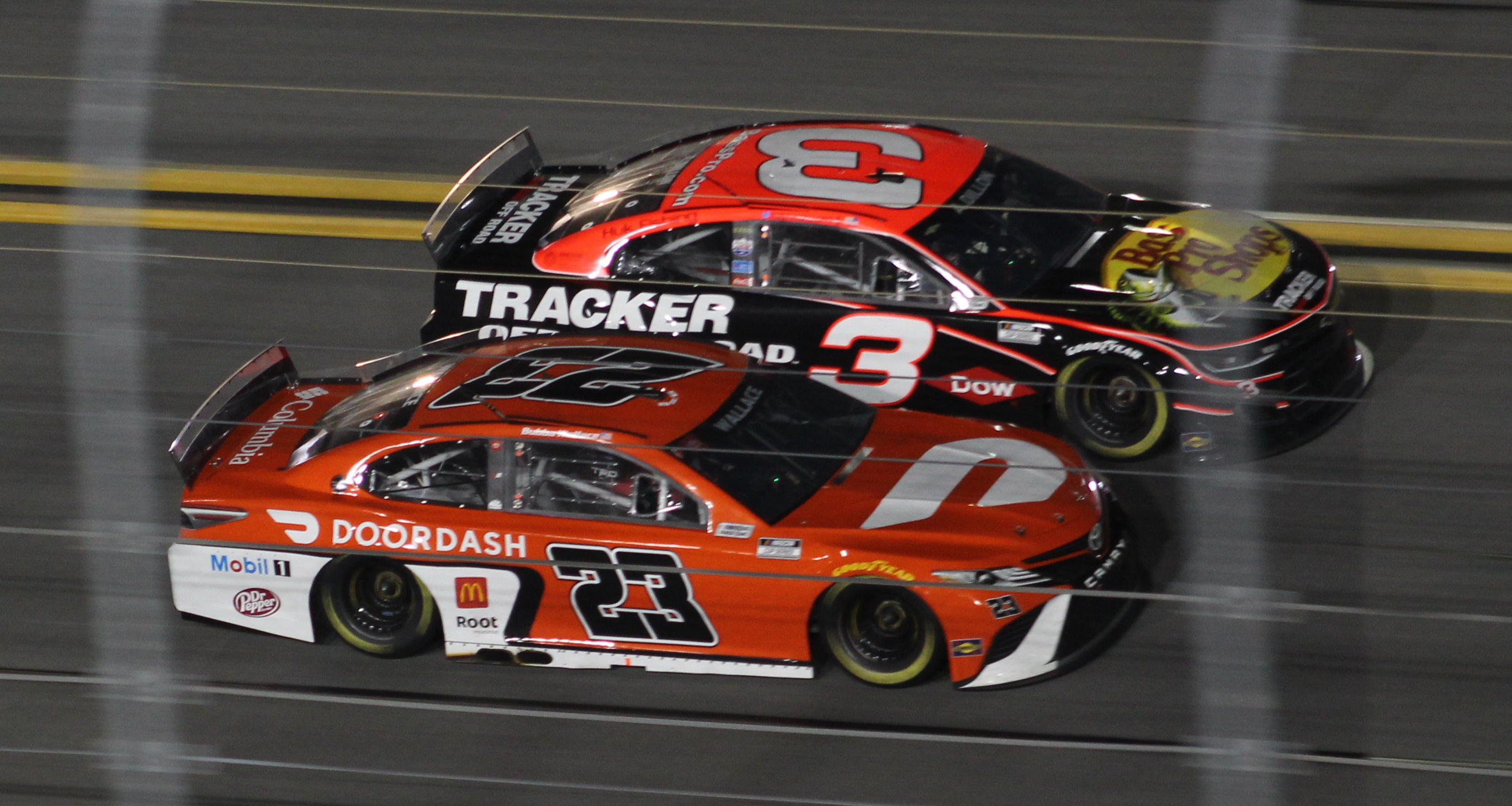
Wallace (Nr. 23) und A. Dillon (Nr. 3)

Im Jahr 2020 erreichte Wallace in der Gesamtwertung den 22. Platz erreichen. Insgesamt erreichte er fünf Top-Ten-Platzierungen, darunter ein fünfter Platz beim Coke Zero Sugar 400 auf dem Daytona International Speedway. Während der Unterbrechung der Saison aufgrund der Corona-Pandemie nahm er auch an der eNASCAR iRacing Pro Invitational Series teil. Dabei machte er Schlagzeilen, nachdem er das virtuelle Bristol-Rennen nach nur 11 Runden gefrustet verließ, da er von Clint Bowyer gerammt wurde. Über diesen Vorfall sagte er selber, dass dies der Grund sei, warum er virtuelle Rennen nicht ernst nehmen würde. Als Konsequenz daraus kündigte ihm Blue Emu den Sponsoring-Vertrag.
Am 10. September 2020 kündigte Wallace an, dass er RPM zum Saisonende verlassen werde. Noch im selben Monat wurde bekannt, dass Michael Jordan zusammen mit Denny Hamlin ein neues Team gründen will mit dem Namen 23XI Racing und Wallace als Pilot mit der Startnummer 23 vorgesehen ist.
Die Saison 2021 beendete Wallace auf Platz 21. Dabei erreichte er drei Top-Fünf-Platzierungen. Zum Saisonauftakt erreichte er einen 13. Platz im Daytona 500 nach einem Unfall in der letzten Runde. Im August 2021 erreichte er den 2. Platz beim Coke Zero 400, ebenfalls auf dem Daytona Superspeedway. Ursprünglich kam er auf dritter Position liegend ins Ziel, allerdings wurde Chris Buescher aufgrund nicht bestandener Fahrzeuginspektion nach dem Rennen von Platz 2 disqualifiziert. Am 4. Oktober konnte er beim Yellawood 500 auf dem Talladega Superspeedway seinen ersten Sieg verbuchen, wobei dieses Rennen bereits nach 117 von 188 Runden aufgrund von Regen abgebrochen wurde.

## Persönliches
Wallace der in Alabama geboren wurde, wuchs in Concord, North Carolina auf. Er ist der Sohn der Afro-Amerikanerin Desiree Wallace und des Weißen Darrell Wallace Sr. Er ist sehr gut mit Ryan Blaney befreundet, mit dem er schon in der Bandoleros-Serie Rennen gefahren ist.
In 2019 gab Wallace bekannt, an Depressionen zu leiden.
Außerdem ist er begeisterter Hobbyfotograf.
Im Zuge der Proteste rund um den Todesfall George Floyd wurde Wallace überregional bekannt. Er engagierte sich für Black Lives Matter und das Entfernen der Flagge der Konföderierten Staaten von Amerika bei Wettkampfveranstaltungen.
Außerdem fuhr er beim Blue Emu Maximum Pain Relief 500 auf dem Martinsville Speedway am 9. Mai 2020 eine Sonderlackierung zur Würdigung der Black-Lives-Matter-Bewegung.
Am 21. Juni 2020 wurde ein Strick in Wallaces Garage an der Boxengasse gefunden. Als Reaktion darauf und um ein Zeichen zu setzen wurde Wallaces Wagen vor Beginn des Geico 500 am 22. Juni 2020 von allen Fahrern und Crews durch die Boxengasse geschoben.
Das FBI bekundete jedoch bald darauf Zweifel an der Echtheit der Geschichte, welche nicht als Hassverbrechen eingestuft wurde, da der vermeintliche Galgenstrick nach der Auswertung von älteren Fotos mindestens seit Oktober 2019 als Zugseil für das Garagentor in der Box gehangen hat.
Des Weiteren ist Wallace der Gründer der "Live To Be Different Foundation", die es sich zum Ziel gesetzt hat, Benachteiligte zu unterstützen, unabhängig von Hautfarbe, Geschlecht, Behinderung oder soziokulturellen Hintergründen.

## Trivia
Im Film Cars 3: Evolution synchronisierte Wallace den Charakter Bubba Wheelhouse.
Nachdem Wallace am 23. Juli 2019 Fotos veröffentlicht hatte, in denen Richard Petty ihm den linken Unterarm signiert, versprach Wallace, die Signatur tätowieren zu lassen, sollten die Fotos 43000 Mal retweeted werden. Dieses Ziel wurde am 25. Juli 2019 erreicht. Daher ließ sich Wallace etwas später Pettys Signatur auf den rechten Oberschenkel tätowieren.
Im Musikvideo zu Motley Crew des Rappers Post Malone hat Wallace zusammen mit Denny Hamlin einen Gastauftritt, in dem unter anderem auch Rennfahrzeuge von 23XI Racing gezeigt werden.